# Сюнкан
Сюнкан (яп. 俊寛) (1143 — 1179) — японский монах, принявший участие в смуте Сисигатани, заговоре против Тайра-но Киёмори. После провала заговора был сослан на Кикайгасиму вместе с двумя сообщниками. О нём говорится в Хэйкэ-моногатари, и нескольких более мелких работах: постановках Но Сюнкан и бунраку (кукольный театр) Хэйкэ Нёго-га-Сима. У писателей Кикути Кана и Акутагавы Рюноскэ также есть работы, озаглавленные «Сюнкан».

## Биография
Сюнкан принадлежал к ветви клана Минамото Мураками-Гэндзи. Он был сыном Канга Хоина, священника в храме Нинна-дзи и служил императору Го-Сиракава.
В 1177 Сюкан принимает участие в подготовке заговора, известного как смута Сисигатани, названного по месту встречи заговорщиков, вилле в долине Сиси. В Гукансё утверждается, что вилла принадлежала человеку по имени Дзёкэн Хоин, а другие источники указывают на Сюнкана как на хозяина. Заговорщики хотели свергнуть дайдзё-дайдзина Тайра-но Киёмори, вместе с родственниками узурпировавшего власть. Заговор раскрыли, Сюнкана вместе с двоими сообщниками (сыном Фудзивара но Наритика по имени Фудзивара но Нарицунэ и Тайра но Ясунори) сослали на отдалённый остров, расположенный за Кюсю. Неясно, был ли этим островом Кикай, принадлежащий провинции Кагосима.
В том же году, согласно Повести о доме Тайра, консорт-принцесса Тайра но Токуко забеременнела будущим императором Антоку. Беременность протекала тяжело, и, чтобы облегчить состояние дочери, Киёмори амнистировал Ясуёри и Нарицунэ. Сюнкан остался на острове.
Два года спустя его нашёл монах-курьер Арио и отдал письмо Сюнкану его дочери. Истощённый отчаянием и одиночеством, Сюнкан принял решение совершить самоубийство. Он перестал принимать пищу и умер от истощения. Арио вернул останки Сюнкана в столицу.